# 太安乡 (内江市)
太安乡，是中华人民共和国四川省内江市东兴区曾经下辖的一个乡。2019年12月，撤销太安乡，将其所属行政区域划归田家镇管辖。

## 行政区划
太安乡撤销前下辖以下地区：
太平社区、万年村、旦家村、干坝村、白窑村、经藏村、太平村、桥坝村、天延村、七家嘴村、孟家村和九连村。